# ホアンマイ区
ホアンマイ区（ホアンマイく、ベトナム語：Quận Hoàng Mai / 郡黃梅）は、ベトナム社会主義共和国の首都ハノイ市に存在する区 (郡)。（地図 - Google マップ）

## 行政
ホアンマイ区は14の坊を管轄している。
- ディンコン（Định Công / 定功）
- ダイキム（Đại Kim / 大金）
- ザップバット（Giáp Bát / 甲八）
- ホアンリエット（Hoàng Liệt / 黃烈）
- ホアンヴァントゥー（Hoàng Văn Thụ / 黃文樹）
- リンナム（Lĩnh Nam / 嶺南）
- マイドン（Mai Động / 梅洞）
- タンマイ（Tân Mai / 新梅）
- タインチ（Thanh Trì / 青池）
- ティンリエット（Thịnh Liệt / 盛烈）
- チャンフー（Trần Phú / 陳富）
- トゥオンマイ（Tương Mai / 湘梅）
- ヴィンフン（Vĩnh Hưng / 永興）
- イエンソー（Yên Sở / 安所）

## 交通
- ベトナム鉄道南北線
  - ザップバット駅